# ロテッレ
ロテッレ（Rotelle）は、パスタの一種である。ロテッレはフィオーリにとても似ている事でも知られている。
この名前は、イタリア語で「小さな車輪」を意味することに由来している。 イタリアでは「ruote」とも呼ばれ、アメリカ合衆国では通常「ワゴンホイール」と呼ばれている。
ロティーニは（コルク栓抜きの形をしたパスタ）と混同されがちである。それにもかかわらず、ニューワールドバスタ（New World Pasta）などの一部のメーカーは、その名前のツイスト・パスタを製造している。